# Патчерка (приток Шелони)
Патчерка (Колешовка) — река в России, протекает в Солецком районе Новгородской области. В нижнем течении называется Колешовка. Устье реки находится в 57 км по правому берегу реки Шелонь. Длина реки составляет 20 км, площадь водосборного бассейна 69,8 км².
На берегу реки стоят деревни бывшего Куклинского сельского поселения (ныне Горское сельское поселение) Вольные Дубравы, Малые Дубравы, Ретно, Вязище, Гребня. У устья стоит деревня Петровщина Горского сельского поселения.

## Данные водного реестра
По данным государственного водного реестра России относится к Балтийскому бассейновому округу, водохозяйственный участок реки — Шелонь, речной подбассейн реки — Волхов. Относится к речному бассейну реки Нева (включая бассейны рек Онежского и Ладожского озера).
Код объекта в государственном водном реестре — 01040200412102000024816.